# Gobustans statsreservat

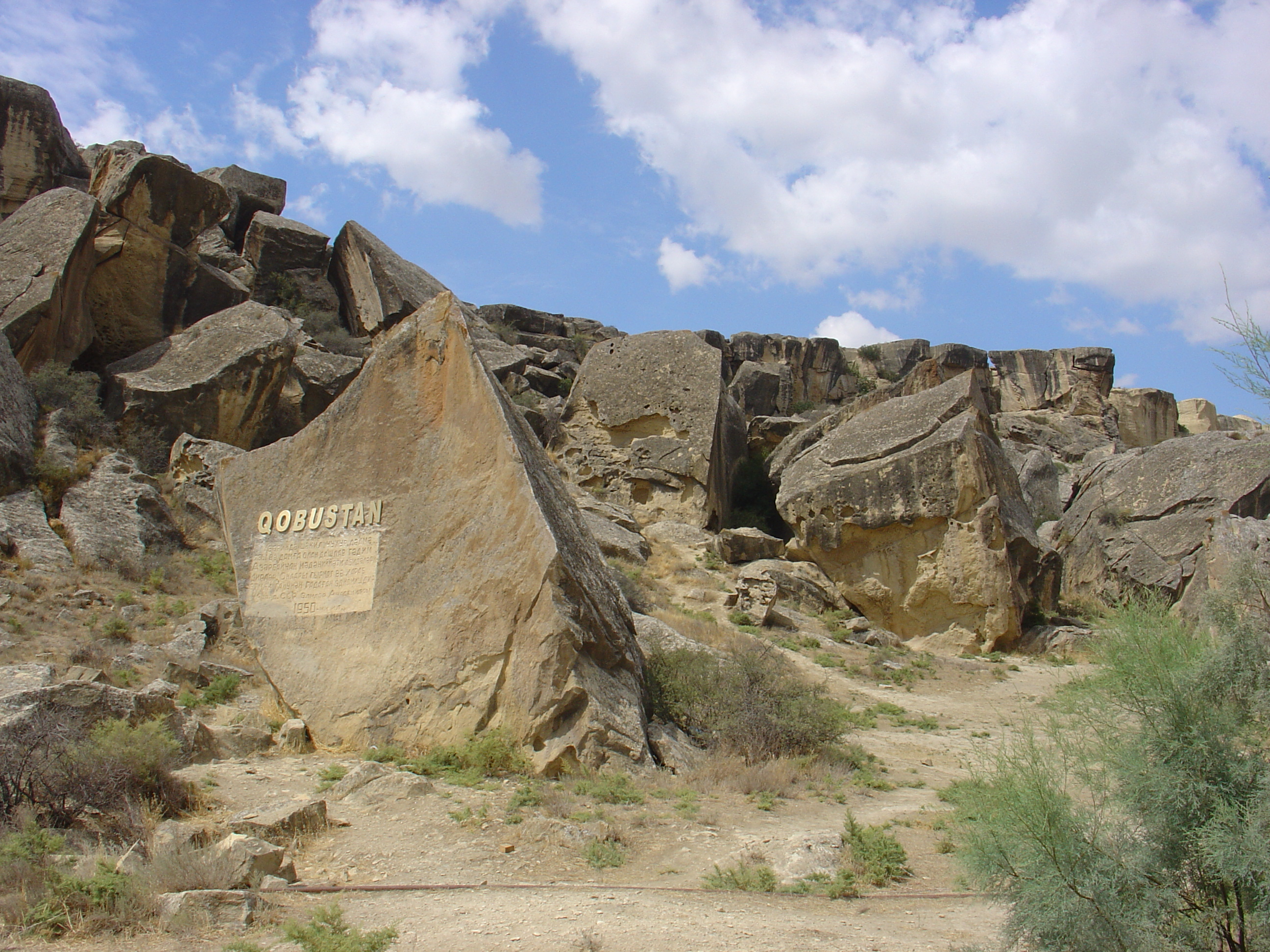
Tavla vid ingången till reservatet

Gobustans statsreservat ligger väster om samhället Qobustan och drygt 60 km sydväst om Baku i Azerbajdzjan. Det grundades 1966 då regionen förklarades vara ett historiskt nationellt landmärke i ett försök att bevara regionens uråldriga hällristningar, lervulkaner och gasstenar. Reservatet är rikt på arkeologiska monument och har 6000 klippmålningar och hällristningar som avbildar människor, djur, krig, rituella danser, tjurslagsmål, båtar med beväpnade rorsmän, krigare med lanser i sina händer, kamelkaravaner, bilder på solen och stjärnor. Klippmålningarna sägs vara mellan 5 000 och 20 000 år gamla.
Dagens Gobustan är det mest välbesökta statsreservatet i Azerbajzjan, är en ovärderlig skatt för landet och blev 2007 ett världsarv.

## Förhistoriska målningar
Klippmålningarna och hällristningarna i området visar fascinerande bilder av livet i förhistoriens Kaukasus. De välbevarade skisserna visar människor som reser med vassbåtar; män som jagar antiloper och vilda tjurar samt dansande kvinnor.
Den berömde norske antropologen Thor Heyerdahl reste flera gånger till Azerbajdzjan mellan 1961 och sin död 2002 för att studera platsen i sitt projekt "Jakten på Odin".
Den här artikeln är helt eller delvis baserad på material från engelskspråkiga Wikipedia, tidigare version.